# مایکل فینک (بازیکن فوتبال)
مایکل فینک (انگلیسی: Michael Fink؛ زادهٔ ۱ فوریهٔ ۱۹۸۲) بازیکن فوتبال اهل آلمان است.
از باشگاه‌هایی که در آن بازی کرده‌است می‌توان به باشگاه فوتبال بشیکتاش، باشگاه فوتبال آرمینیا بیله‌فلد، باشگاه فوتبال سامسون‌اسپور، باشگاه فوتبال آینتراخت فرانکفورت، باشگاه فوتبال ارتسگبیرگ آئو، باشگاه فوتبال اشتوتگارت، و باشگاه فوتبال بروسیا مونشن‌گلادباخ اشاره کرد.